# ГЕС Вогрі
ГЕС Вогрі (фр. barrage-usine de Vaugris) — гідроелектростанція на південному сході Франції. Входить до складу каскаду на річці Рона, знаходячись між ГЕС П'єрр-Беніт (вище по течії) та Саблон.
Під час спорудження станції, яке завершилось у 1982 році, Рону перекрили греблею з декількох частин загальною довжиною 265 метрів та висотою 26 метрів. Біля лівого берега розміщено судноплавний шлюз розмірами 195 × 12 метрів. У центральній частині розташований машинний зал, а біля правого берега — шість водопропускних шлюзів. Створений греблею підпір утворює витягнуте по долині річки водосховище із площею поверхні 5 км2 та об'ємом 41 млн м3.
Машинний зал обладнано чотирма бульбовими турбінами загальною потужністю 72 МВт, які при напорі у 6,7 метра забезпечують виробництво 335 млн кВт·год електроенергії на рік.